# Rumex cyprius
Rumex cyprius är en slideväxtart. Rumex cyprius ingår i släktet skräppor, och familjen slideväxter.

## Underarter
Arten delas in i följande underarter:
- R. c. coloratus
- R. c. conjungens
- R. c. cyprius
- R. c. subinteger
- R. c. vesceritensis